# Crotalus
Crotalus é um gênero de serpentes da família Viperidae. São terrestres, com bote veloz e alcance de um terço do seu comprimento. São ovovivíparas ou vivíparas, possuem cauda com chocalho (principal característica do gênero), cabeça triangular, fosseta loreal e presas que inoculam veneno. Tem cor de fundo castanho claro, de tonalidades diferentes, mas se destaca uma linha de manchas losangulares marrons, mais ou menos escuras, marginadas por branco ou amarelo no dorso. O gênero Crotalus está representado no Brasil por uma única espécie, Crotalus durissus (nome popular: cascavel), que tem uma ampla distribuição geográfica. São responsáveis pelo maior número de fatalidades. Seu veneno pode ser letal e tem ações neurotóxica, anticoagulante e  miotóxica sistêmica. Exemplos de ações sistêmicas: como anorexia, apatia, depressão, sonolência, anúria, coma e morte.

## Espécies de Crotalus
Atualmente são reconhecidas entre 99 espécies e subespécies. Abaixo, listamos algumas delas:
- Crotalus adamanteus Palisot de Beauvois, 1799
- Crotalus angelensis Klauber, 1963
- Crotalus aquilus Klauber, 1952
- Crotalus armstrongi Campbell, 1979
- Crotalus atrox Baird & Girard, 1853
- Crotalus basiliscus (Cope, 1864)
- Crotalus campbelli Bryson, Linkem, Dorcas, Lathrop, Jones, Alvarado-Diaz, Grünwald & Murphy, 2014
- Crotalus catalinensis Cliff, 1954
- Crotalus cerastes Hallowell, 1854
- Crotalus cerberus (Coues, 1875)
- Crotalus concolor (Woodbury, 1929)
- Crotalus culminatus Klauber, 1952
- Crotalus durissus Linnaeus, 1758
- Crotalus ehecatl Carbajal-Marquez, Cedeno-Vazquez, Martinez-Arce, Neri-Castro, & Machkour-M’rabet, 2020
- Crotalus enyo (Cope, 1861)
- Crotalus ericsmithi Campbell & Flores-Villela, 2008
- Crotalus estebanensis Klauber, 1949
- Crotalus helleri (Meek, 1905)
- Crotalus horridus Linnaeus, 1758
- Crotalus intermedius Troschel, 1865
- Crotalus lannomi W. Tanner, 1966
- Crotalus lepidus (Kennicott, 1861)
- Crotalus lorenzoensis Radcliffe & Maslin, 1975
- Crotalus lutosus (Klauber, 1930)
- Crotalus mictlantecuhtli Carbajal-Marquez, Cedeno-Vazquez, Martinez-Arce, Neri-Castro, & Machkour-M’rabet, 2020
- Crotalus mitchellii (Cope, 1861)
- Crotalus molossus Baird & Girard, 1853
- Crotalus morulus Klauber, 1952
- Crotalus oreganus Holbrook, 1840
- Crotalus ornatus Hallowell, 1854
- Crotalus polisi Meik, Schaack, FloreS-Villela, & Streicher, 2018
- Crotalus polystictus (Cope, 1865)
- Crotalus pricei Van Denburgh, 1895
- Crotalus pusillus Klauber, 1952
- Crotalus pyrrhus Cope, 1867
- Crotalus ravus (Cope, 1865)
- Crotalus ruber Cope, 1892
- Crotalus scutulatus (Kennicott, 1861)
- Crotalus simus Latreille In Sonnini & Latreille, 1801
- Crotalus stejnegeri Dunn, 1919
- Crotalus stephensi Klauber, 1930
- Crotalus tancitarensis Alvarado-Diaz & Campbell, 2004
- Crotalus thalassoporus Meik, Schaack, FloreS-Villela, & Streicher, 2018
- Crotalus tigris Kennicott in Baird, 1859
- Crotalus tlaloci Bryson, Linkem, Dorcas, Lathrop, Jones, Alvarado-Diaz, Grünwald & Murphy, 2014
- Crotalus totonacus Gloyd & Kauffeld, 1940
- Crotalus transversus Taylor, 1944
- Crotalus triseriatus (Wagler, 1830)
- Crotalus tzabcan Klauber, 1952
- Crotalus unicolor Klauber, 1936
- Crotalus vegrandis Klauber, 1941
- Crotalus viridis (Rafinesque, 1818)
- Crotalus willardi Meek, 1905